# Ippingshausen
Ippingshausen (auch: Ippinghusen) ist eine Wüstung im alten Maingau auf der Gemarkung von Dietzenbach in Hessen.
Ippingshausen ist ein Ort, der wahrscheinlich während der karolingischen Rodungsperiode gegründet wurde. Darauf deuten zum einen die fehlenden älteren Erwähnungen, die fehlenden älteren Funde und der Ortsname mit der für diese Zeit typischen Endung auf -hausen hin. anhand gefundener Keramikreste kann die Gründungszeit des Dorfes auf das 9. oder 10. Jahrhundert geschätzt werden.
Der Ort wurde 1210 erstmals als Ippingeshusen erwähnt. Ippingshausen lag südöstlich von Dietzenbach an einem Seitenbach der Bieber. Bereits um 1400 war Ippingshausen wüst, seine Bewohner sind vermutlich nach Dietzenbach verzogen.
Eine Gewannbezeichnung östlich von Dietzenbach „Im Krömling auf den Babenhäuser Weg neben der alten Gasse“ kann als Anzeichen auf die Lage des ehemaligen Ortes angesehen werden. Durch Tiefbauarbeiten zur Erschließung des heutigen Gewerbegebietes östlich der S-Bahnstrecke ab 1965 wurden mehrere Bodenfunde gemacht, welche Ippingshausen zuzurechnen sind. So wurde ein Trinkbecher mit 194 silbernen Hellern (Prägezeit von der zweiten Hälfte des 12. Jahrhunderts bis zur ersten Hälfte des 14. Jahrhunderts), ein mittelalterlicher Holzbrunnen, Reste einer Fundamentenmauer (alle in der Paul-Ehrlich-Straße), zwei weitere Holzbrunnen, Pflasterungen, eine eingestürzte Fundamentenmauer, Keramikreste, Holzkohlereste und Tierknochenabfälle (Robert-Koch-Straße) gefunden. 1968 wurde ein vierter Holzbrunnen sowie weitere Pflasterungen entdeckt. Die Pflasterungen lassen auf einen Dorfstraßenverlauf schließen. Die Ausdehnung der Funde deutet auf einen für mittelalterliche Verhältnisse größeren Ort hin.
Mit Hartcheshofen und Richolshausen gibt es zwei weitere Wüstungen auf dem Gebiet von Dietzenbach.